# 매폰군

매폰군(Mae Poen district)은 나콘사완주의 행정 구역이다. 이 지역의 총 인구 수는 2005년 기준으로 19730명이다.

## 역사
탐본매포엔(Tambon Mae Poen)은 1996년 7월 15일에 랏야오군에서 분리되어 소지구(킹 앰포)가 되었다.
2007년 5월 15일, 태국의 81개 소구역 전체가 전체 구역으로 승격되었다. 8월 24일 로열 가젯(Royal Gazette)에 게재되면서 업그레이드가 공식화되었다.

## 지리
인근 지역은 (북쪽부터 시계 방향으로) 나콘사완주 지방의 매웡군 및 춤따봉군, 우타이타니주 지방의 란삭군 및 반라이군, 딱주 지방의 움팡군이다.

## 행정 구역
이 지구는 단일 하위 지구(땀본)로 나뉘며, 이는 다시 24개 마을(무반 (행정 구역))로 세분화된다. 지방자치단체(테사반)가 없으며 단일 탐본 행정조직(TAO)이 있다.
| 번호 | 지명     | 태국어 지명 | 빌리지 | 인구   |
| ---- | -------- | ----------- | ------ | ------ |
| 1.   | Mae Poen | แม่เปิน       | 24     | 19,730 |